# کانر بردلی
کانر بردلی (زاده ۹ ژوئیه ۲۰۰۳) فوتبالیست حرفه ای اهل ایرلند شمالی است که در پست مدافع راست برای باشگاه لیورپول و تیم ملی ایرلند شمالی بازی می‌کند.
او در فصل ۲۰۲۴ و با مصدومیت آرنولد به چشم آمد و با گلزنی برابر چلسی درخشید.